# 황보승희
황보승희(皇甫承希, 1976년 4월 22일~)은 대한민국의 정치인으로, 제21대 국회의원이다. 제4·5·6대 부산광역시 영도구의원과 제6·7대 부산광역시의원을 역임하였으며, 2020년 4월 제21대 총선에서 국회의원(부산 중구·영도구)에 당선되었다. 2020년부터 2024년까지 국민의힘의 청년위원장을 지내기도 했다.

## 생애
황보승희는 1976년 부산 영도에서 태어났다. 그녀의 아버지는 포항 구룡포 출신이었습니다. 그녀는 한 아들과 두 딸 중 장녀였다.
그녀는 중학교 시절 학생회장을 역임했고, 영도여자고등학교를 거쳐 이화여자대학교 에서 영어를 전공했다. 졸업 후 영어학원과 외국계 기업에서 근무했다.

### 정치 활동
황보승희는 1999년 12월 당시 영도구 국회의원이었던 김형오 의원의 비서로 정계에 입문했으며, 이 직책을 8개월간 맡았다.
2004년에는 당시 노무현 대통령 탄핵에 반대하는 시위에 참여했으나, 탄핵에 찬성표를 던진 한나라당에 입당했다. 그녀는 당을 바꾸기 위해 입당했다고 밝혔다. 이후 2004년 재보궐선거에서 영도구 가선거구(영선2동 포함) 구의원으로 출마했다. 당시 그녀는 만 28세로, 전국에서 가장 젊은 구의원이 되었다. 2006년과 2010년에 재선되었으나, 2012년 재보궐선거에서 부산광역시의원에 출마하기 위해 사임했다.
그녀는 2018년 3월 20일 부산광역시의원직을 사임하고 2018년 제7회 지방선거에서 영도구청장에 출마했다. 그러나 문재인 정부의 높은 지지율과 자유한국당에 대한 대중의 분노 속에서 민주당 후보 김철훈에게 패배했다. 자유한국당은 부산에서 참패했으며, 부산시장 자리도 민주당 오거돈 후보에게 넘어갔다.
2020년 총선에서 황보승희는 김무성이 불출마를 선언한 후 중영도 선거구에 출마했다. 그녀는 47,436표를 얻어 김비오 후보를 6,351표 차이로 이기고 당선되었으며, 이 선거구 최초의 여성 국회의원이 되었다.
2020년 12월 6일, 국민의힘은 청년 조직 ‘청년의힘’을 공식 출범시켰고, 황보승희가 초대 청년의힘 위원장으로 선출되었다.
그녀는 국민의힘 제1차 전당대회에서 최고위원 후보로 거론되었지만 출마하지 않았다. 6월 12일 이준석이 당대표로 선출된 이후, 황보승희는 국민의힘 수석대변인으로 임명되었다.
2023년 6월 19일, 황보승희는 불법 정치자금 수수 혐의 및 개인사 논란으로 인해 국민의힘을 탈당했다. 같은 날 발표에서 2024년 총선 불출마도 함께 선언했다.
이후 2024년 3월 7일 자유통일당에 입당하여 비례대표 공천을 보장받고 입당하였다. 22대 총선에서 자유통일당 비례대표 1번으로 공천받았다. 그러나 자유통일당이 득표율 2.26%을 받으며 봉쇄조항 3%를 넘지 못하면서 낙선했다.  

## 학력
- 1983. 3.~1989. 2. 영선국민학교 졸업
- 1989. 3.~1992. 2. 남도여자중학교 졸업
- 1992. 3.~1995. 2. 영도여자고등학교 졸업
- 1995. 3.~1999. 2. 이화여자대학교 영어영문 학사 졸업

## 주요 경력
- ESS외국어학원 강사
- APEC 여성의제연대 간사
- 한국자유총연맹 영도구지회 여성회 고문
- 영도구 종합사회복지관 운영위원회 위원장
- 남도여자중학교 운영위원장
- 영도구 종합사회복지관 운영위원장
- 한나라당 차세대여성위원회 위원
- 한나라당 부산시당 부대변인
- 2004. 6.~2006. 6. 제4대 부산광역시 영도구의회 의원
- 2006. 7.~2010. 6. 제5대 부산광역시 영도구의회 의원
- 새누리당 부산시당 대변인
- 새누리당 중앙여성위원회 부위원장
- 새누리당 전국여성지방의원협의회 부산대표
- 2012. 4.~2014. 6. 제6대 부산광역시의회 의원
- 2014. 7.~2018. 3. 제7대 부산광역시의회 의원
- 2021. 6.~2021. 8. 국민의힘 수석대변인
- 2024. 3. 7.~2024. 5. 29. 제1대 자유통일당 원내대표
- 자유통일당 공약개발특별위원회 위원장

## 수상
- 제4회 여성발전디딤돌 의정상
- 부산경제정의실천시민연합 부산광역시의회 최우수의원
- 여성정책연대 우수의정활동 의원 대상
- 2017 지방의원 매니페스토 약속대상 좋은조례분야
- 2017 범시민사회단체연합 올해의 인물 좋은 광역기초의원상

## 논란

### 펭수 국정감사 증인 신청 논란
황보승희 의원의 신청으로 펭수 캐릭터 연기자를 한국교육방송공사(EBS) 국감 참고인으로 채택하여 논란이 되었다. 화제성에만 치중하는 '이벤트 국감'이 되풀이되는 것 아니냐는 지적도 나온다. 논란이 되자 다음날에 황보승희 의원은 페이스북에 글을 올려 "어제 오늘 주변에서 연락 많이 받았다. 펭수를 국감장에 부르지 말라는 의견이 많았다"며 "제가 관심받고 싶어서나 펭수를 괴롭히고자 함이 절대 아니다"며 나오지 않아도 된다고 했다.

## 역대 선거 결과
|  | 47.8% |

|  | 26.59% |

|  | 32.14% |

|  | 58.47% |

|  | 72.98% |

|  | 40.49% |

|  | 51.86% |

|  | 2.26% |